# Abdoul Mbaye
Abdoul Mbaye (Dakar, 1953. április 13. –) szenegáli politikus.
Mbaye a Cheikh-Anta-Diop Egyetemen, a HEC Paris-on és a Université Panthéon-Sorbonne-on tanult. Tanulmányai befejezése után 1976-tól a Nyugat-afrikai Központi Banknál dolgozott.
Mbaye 2012. április 5-től Macky Sall elnök alatt Szenegál miniszterelnöke volt, Souleymane Ndéné Ndiaye utódaként. 2013. szeptember 1-jén menesztették.